# Набережная реки Дон

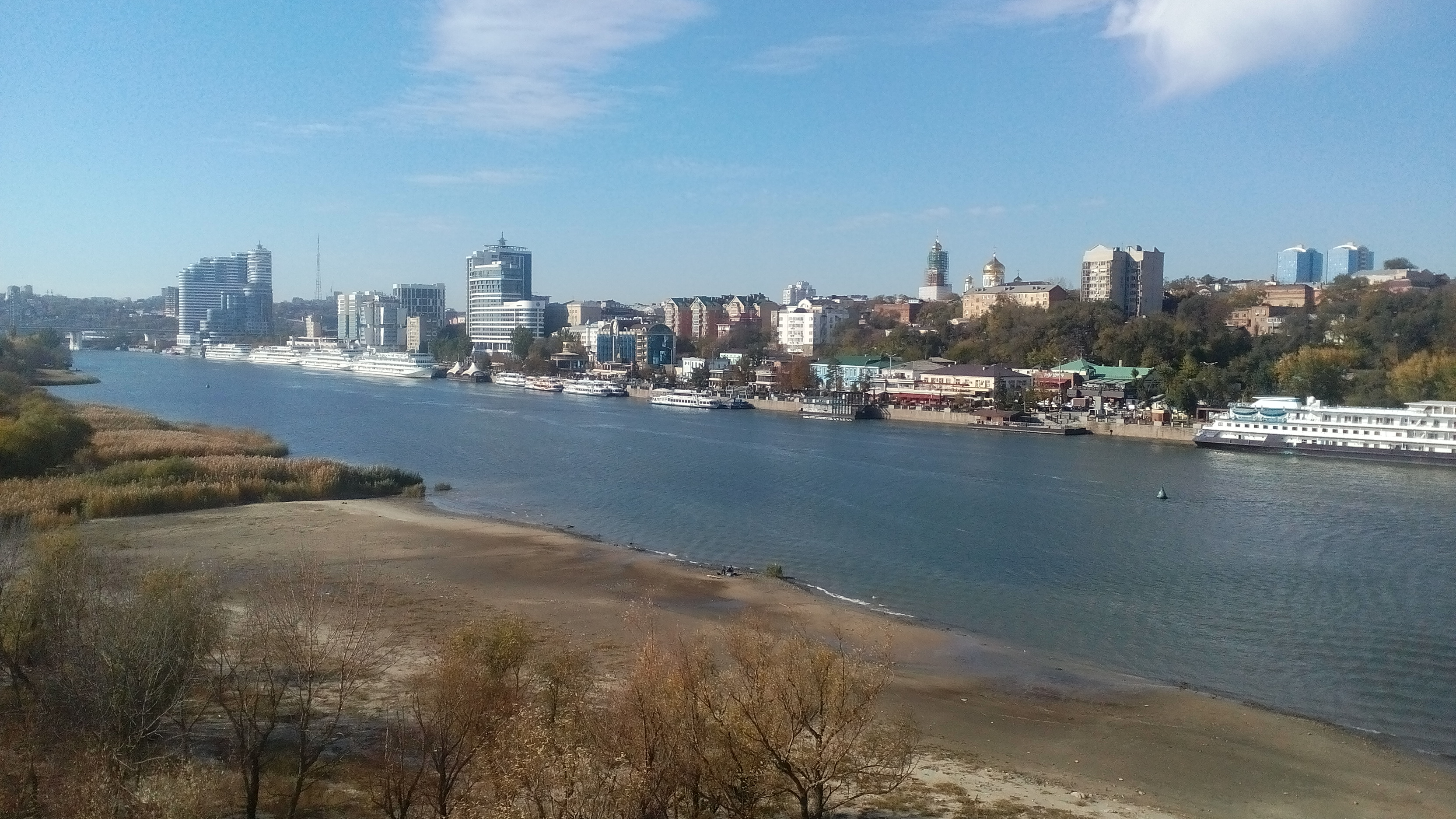
Вид на набережную с Ворошиловского моста

На́бережная реки́ Дон — в городе Ростов-на-Дону, начинается от бизнес-центра «Риверсайд-Дон» и заканчивается около причала ресторана Пирс. Проходит по правой стороне реки, а на левой стороне Дона находится так называемый Левбердон.
Ежегодно на набережной проходит фестиваль реки Дон.

## Описание
Городская набережная — одна из самых известных достопримечательностей города.
Больше всего туристов, спустившихся на Городскую набережную, радует встреча со знакомыми героями: Нахалёнком и дедом Щукарем. Прогулочные катера и теплоходы практически в любое время суток готовы отвезти отдыхающих в нужное место или просто покатать по Дону. Великолепные виды открываются с верхней палубы теплоходов.

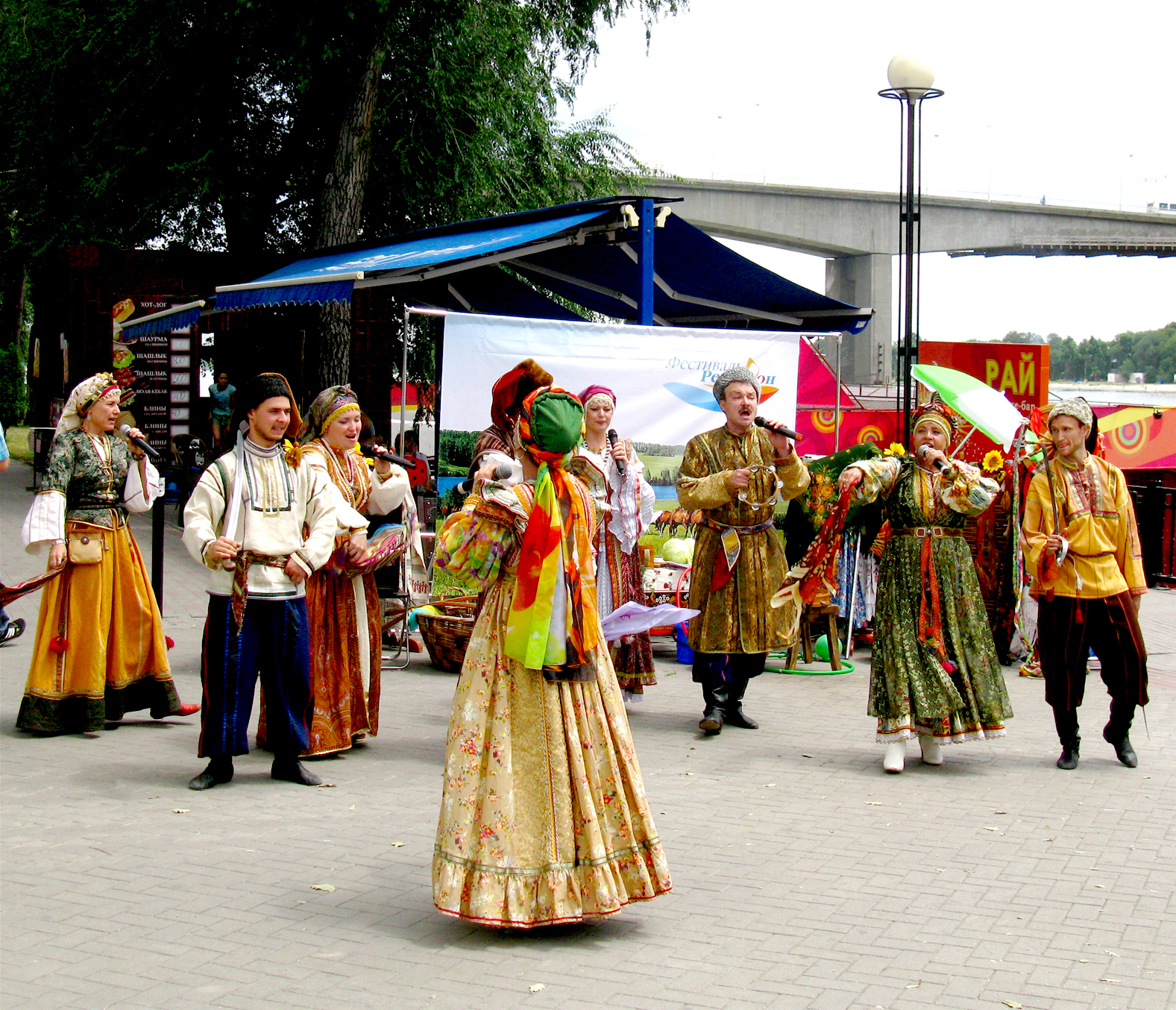
Донские казаки, пляски на набережной

На Городской набережной, проходят все народные гуляния. Ежегодно на День города все городские диаспоры готовят свои национальные угощения и выносят накрытые столы на набережную. Здесь могут угостить татарскими беляшами и узбекским пловом, греческими маслинами и белорусскими драниками. А осетины не отпустят вас без бокала вина. Ранней весной Городская набережная одевается в нежную зелень листвы. Свежее дыхание весны радует своим упоительным ароматом. Летом набережная расцветает буйством красок: яркая зелень газонов оттеняется разноцветной палитрой цветущих растений. Приятно сесть на одну из скамеек в тени раскидистого дерева, расслабиться и понаблюдать за тем как мимо проплывают теплоходы. Ростовская набережная прекрасна летом, колорит так и виден — Летние краски сменяют красно-жёлтые цвета осени. Это самое романтическое время для прогулок вдоль Дона. А зимой берега реки укрыты белым пушистым снегом. Вообще в столице юга — Ростове-на-Дону лучше всего бывать с середины весны до середины осени, вот тогда очень красиво!

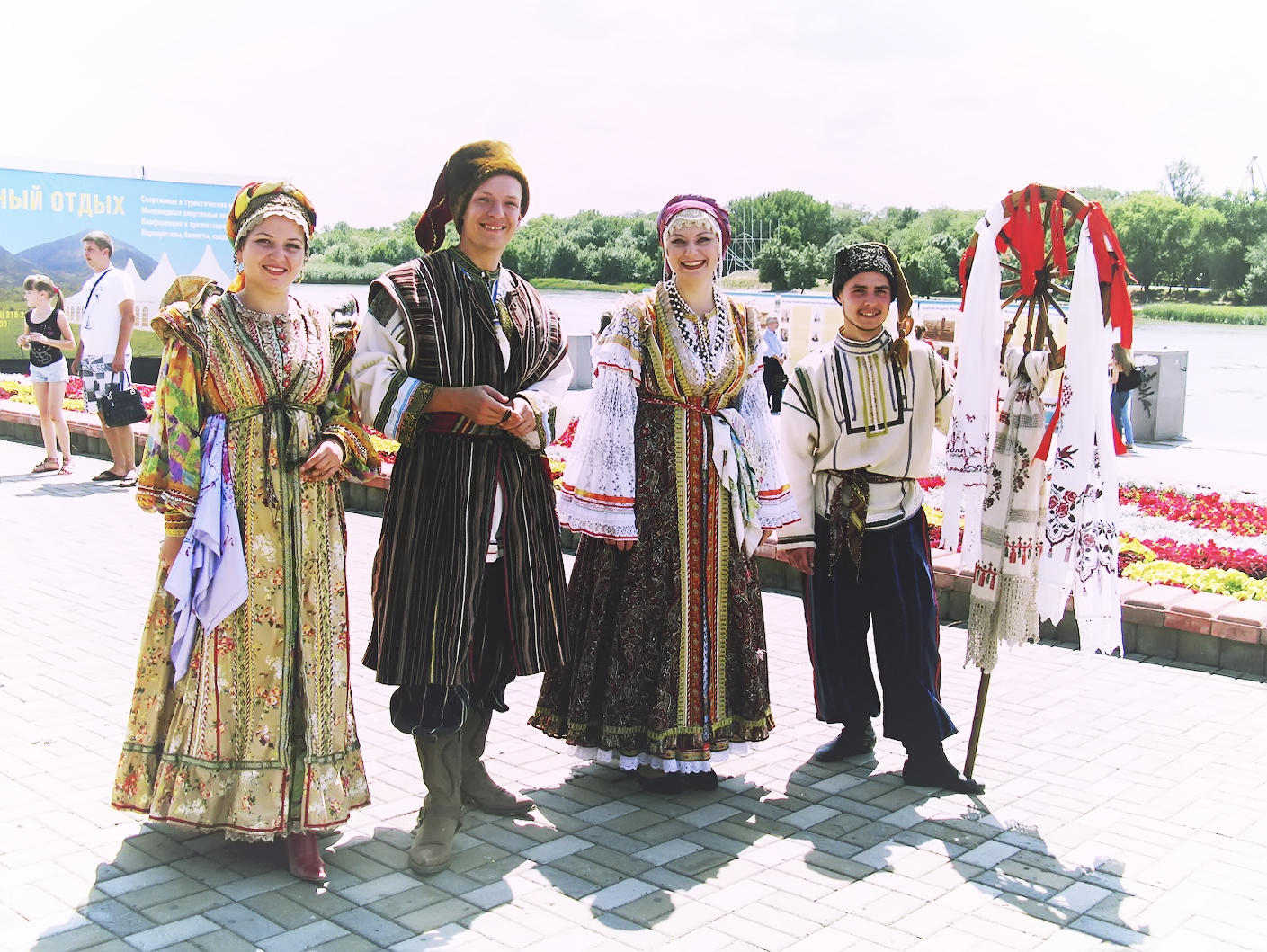
Донские казаки

30 июня 2012 года на ежегодном «Фестивале реки Дон» и ко дню 75-летию Ростовской области на набережной был открыт фонтан «Петровский». Он расположен на углу набережной и пр. Семашко. Строительство фонтана осуществлено за счет средств частного инвестора ― Группы компаний «Донской причал».
Фонтан «Петровский» ― это фонтан нового поколения. Он является светомузыкальным и многофункциональным. Фонтаном управляют не простые водяные задвижки, а целый программно-аппаратный комплекс электроники. Фонтан способен исполнять 10 красочных водно-световых композиций под музыку. Система насосов с частотными регуляторами, быстроходных клапанов, подводных светильников работает как единый слаженный оркестр в режиме водного шоу. Продолжительность исполнения мелодий составляет от полутора до трех с половиной минут. «Петровский» также является единственным в Ростове-на-Дону фонтаном, не имеющим бассейна, он плоскостной (сухой).
Водяная чаша фонтана спрятана под горизонтальной плоскостью, вода выбрасывается прямо на плитку, лежащую на уровне асфальта. Затем потоки уходят в каналы фонтана и после фильтрации вновь поступает в его струи.
«Петровский» может демонстрировать более ста вариантов различных водопадов, а вечерами работать и в цветомузыкальном режиме.
В подсветке используются белый, синий, фиолетовый, жёлтый, красный, зелёный и бирюзовый цвета. При проектировании фонтана была учтена даже возможность скорость и направление ветра, в случае изменения условий специальный датчик автоматически снижает высоту струй.
Дизайнерской особенностью фонтана стало воплощенное в граните указание на стороны света.
В 2013 году в администрации Ростова-на-Дону было принято решение о строительстве выставочного павильона и новых кафе на набережной реки Дон.

## Планы
Согласно плану, набережную Дона продлят от Богатяновского спуска до Чувашского переулка. Новая набережная станет пешеходной зоной шириной от 40 до 60 м.
На месте прежнего частного сектора, где случился пожар в 2017 году, появится магистральные улицы местного значения. Общественные слушания по вопросу благоустройства данного участка проходили в апреле 2021 года. Сумма выкупа 70 земельных участков составит 374 млн рублей. Планируемый срок выкупа земельных участков - апрель 2022 года.

## Скульптуры на набережной
Также в 2013 году мэр Ростова Михаил Чернышёв подписал постановление об установке на набережной нескольких скульптур. Новые монументы представляют собой композиции на тему донского края — «Рыбак», «Рак», «Купание коня», «Григорий и Аксинья в лодке», «Дон-батюшка», «Художник». Все скульптуры будут установлены на принципах благотворительности, первые скульптуры уже установлены.
|                   |            |                              |               |               |
| «Замковое» дерево | «Художник» | «Григорий и Аксинья в лодке» | «Дон-батюшка» | «Ростовчанка» |

|       |  |                 |  |                         |  |              |
| «Рак» |  | Капитан «Флинт» |  | «Купание коня» («Лето») |  | «Дед Щукарь» |

Скульптура «Дон-батюшка» находится в поистине великолепном обрамлении: чугунные ограды, каменные плиты на мостовой, свежая зелень газонов, памятники, скульптуры. В настоящее время идет реконструкция набережной, городскими властями согласован план переноса Ростовского порта на левый берег, его место займет набережная.
Скульптурная композиция «Григорий и Аксинья в лодке» — монумент работы скульптора Сергея Олешни создан по мотивам романа-эпопеи Михаила Шолохова «Тихий Дон». Композиция была установлена вблизи речного вокзала в июне 2013 года. Она стала третьим по счёту в Ростовской области памятником персонажам «Тихого Дона». «Григорий и Аксинья в лодке» наряду с другими памятниками донской тематики появились в Ростове-на-Дону в рамках этапа облагораживания городской среды. Скульптурная композиция иллюстрирует эпизод романа-эпопеи «Тихий Дон». Герои книги, влюблённые Григорий Мелехов и Аксинья Астахова, изображены сидящими в вёсельными лодке во время прогулки по Дону. Аксинья облачена в нарядное платье, украшенное рюшами и кружевами, и держит небольшой букет. Григорий сидит на корме в военной униформе. Бронзовые фигуры шолоховских персонажей изображены в натуральную величину. Между скульптурами расположена скамейка, которой часто пользуются туристы, чтобы сфотографироваться. Нос лодки установлен на груде камней и приподнят, а асимметричное основание выполнено из бетона и облицовано асимметричной плиткой. Часть горожан критиковали композицию за то, что изображённый эпизод не имеет никакого отношения к Ростову-на-Дону.

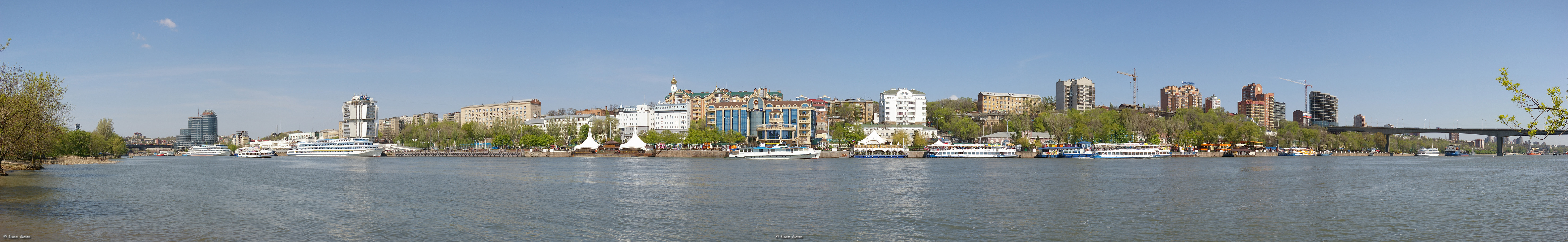
Панорама набережной с Левбердона

## Памятные места
- Речной вокзал Ростова-на-Дону
- Памятник М. А. Шолохову
- Музыкальный фонтан
- Скульпутрная композиция «Нахалёнок и Дед Щукарь»

## История
История набережной связана с Ростовской улицей Береговой. В 60-х годах XIX века в Ростове сформировалась улица, получившая название Береговой. Улица интенсивно застраивалась. Из-за частых пожаров в 1873 году Городская Дума запретила строить на ней деревянные дома. Разрешалось строительство только кирпичных зданий с крышей из железа.
Узкая Береговая улица со временем расширялась путем расширения берега, строительства каменной набережной, которая была предусмотрена городским планом 1811 года.
В 1834 году был предложен проект строительства набережной, разработанный военным строителем — подполковником Шмелевым. Проект не был выполнен. В 1842 году был предложен проект корпуса инженеров капитана барона Фиркса обустройства набережной, согласно которому набережная удлинялась до 924 метра. Работы по этому проекту также не были выполнены и благоустройству набережной растянулось на годы. В 1895—1905 годах в городе построили грузотоварную набережную с пирсом, водопроводом, освещением электричеством. Здесь находились громадные каменные корпуса хлебных амбаров, склады железа, меди и скобяного товара, каменного угля, лесные биржи, таможня, биржи по торговле рыбой и прочее. Здесь были пароходные пристани пассажирского и грузового движения, зерновые склады. До настоящего времени здесь сохранились пять корпусов, известных как «Парамоновские склады». Склады уцелели в годы Великой Отечественной войны. В настоящее время Парамоновским складам присвоен статус памятника истории и культуры федерального значения.
Уже в советское время, в 1944 году академик архитектуры В. Н. Соколов предложил проект реконструкции набережной. Выполняя задуманное, с набережной убрали железнодорожные пути и склады, краны перенесли выше по течению Дона. Набережная стала превращаться в зону отдыха. На ней разбили бульвары и цветники. Работы по благоустройству набережной проводились под руководством архитекторов Валентина Разумовского и Яна Ребайна. Открытие Ростовской набережной состоялось 7 августа 1949 года.

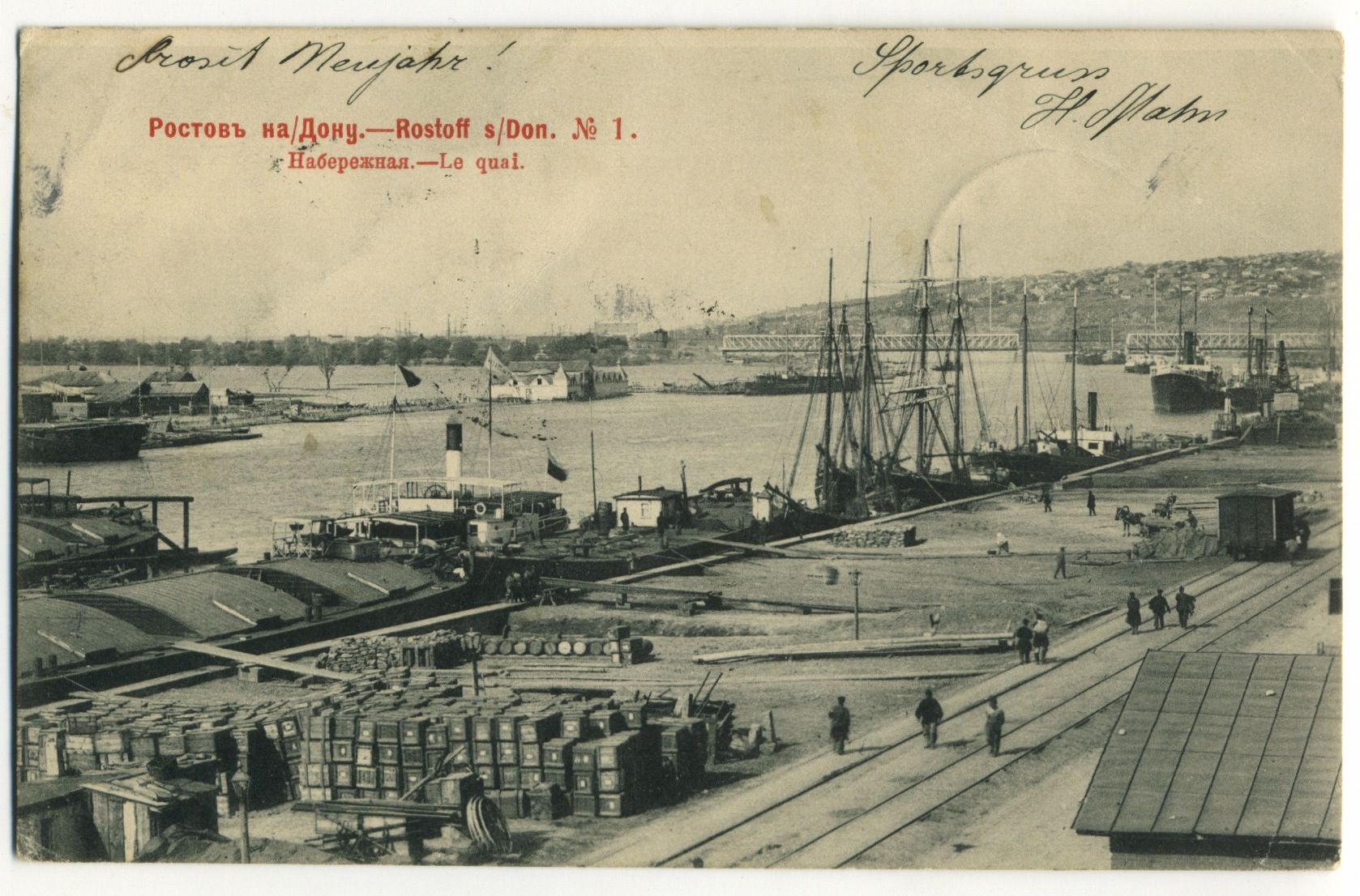
Ростов на Дону. Набережная
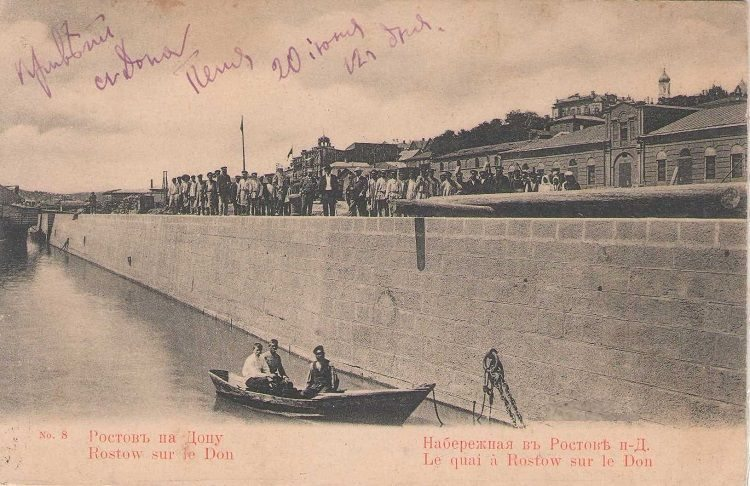
Набережная в Ростове
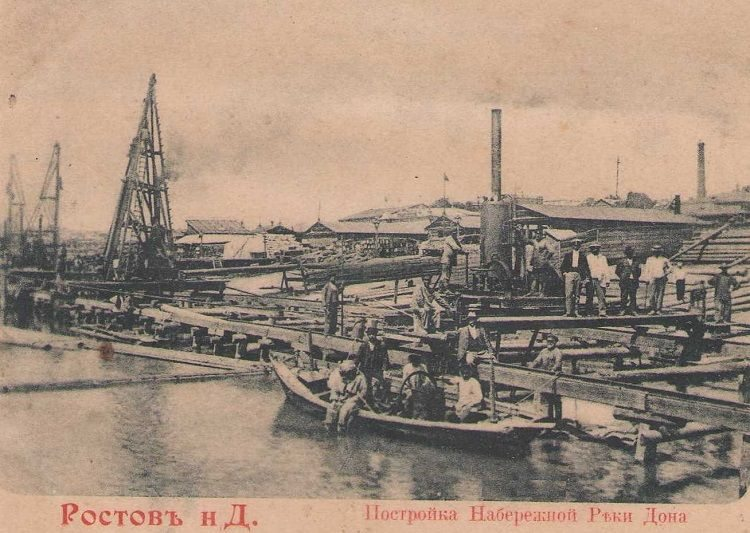
Строительство набережной реки Дон
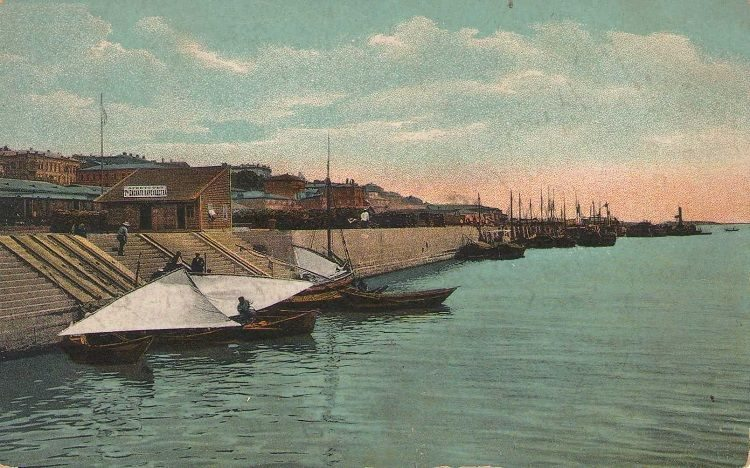
Набережная в Ростове
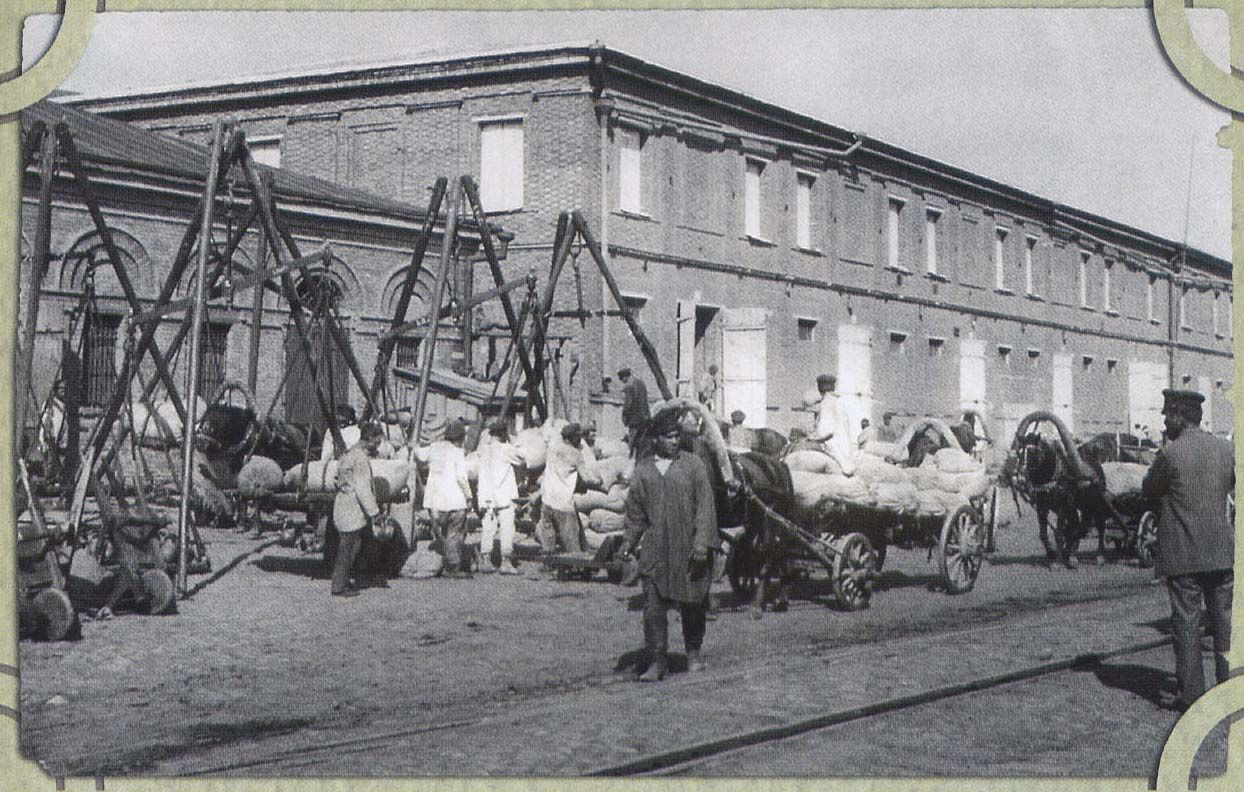
Парамоновские склады на берегу реки Дон

## Мосты
- Темерницкий мост
- Ворошиловский мост